# Гидаль, Максимен-Жозеф Эммануэль
Максимен-Жозеф Эммануэль Гидаль (фр. Maximin-Joseph Emmanuel Guidal; 1764—1812) — французский бригадный генерал (1799) эпохи Наполеоновских войн.

## Биография
Максимен-Жозеф Эммануэль Гидаль родился 31 декабря 1764 года в Грасе в семье буржуа. 

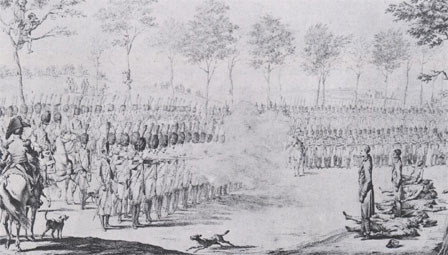
Казнь заговорщиков

Военную службу начал простым солдатом и дослужился до бригадного генерала. Впервые отличился при подавлении восстания вандейцев, уничтожив отряд роялистов, под командованием эрцгерцога Карла Австрийского.
Гидаль был человеком гордым и упрямым, вследствие чего,  постоянно имел столкновения с военными министрами и, будучи ярым республиканцем, не желал подчиняться Наполеону. Не скрывая своей антипатии, он открыто высказывал весьма резкие о нём суждения, за что и был заключен в тюрьму, но с учетом боевых заслуг перед Францией вскоре был освобождён.
В 1812 году, приняв участие в заговоре под руководством республиканского генерала Клод-Франсуа Мале против Бонапарта, Гидаль вновь был арестован, приговорен вместе с генералом Мале и генералом Виктором Лагори к смертной казни и был расстрелян на Гренельском поле 29 октября 1812 года. Идя на казнь, Гидаль, в противоположность своим товарищам, не сумел сохранить хладнокровия и громко проклинал Наполеона.
Согласно Военной энциклопедии Ивана Сытина, Максимен-Жозеф Эммануэль Гидаль в армии не пользовался популярностью ни как человек, ни как военачальник.